# Liverpool Football Club 1921-1922
Questa voce raccoglie le informazioni riguardanti il Liverpool Football Club nelle competizioni ufficiali della stagione 1921-1922.

## Maglie e sponsor
| Casa | Trasferta |  |

## Rosa
| N. |                        | Ruolo | Calciatore                 |
| -- | ---------------------- | ----- | -------------------------- |
|    | Scozia (bandiera)      | P     | Frank Mitchell             |
|    | Irlanda (bandiera)     | P     | Elisha Scott               |
|    | Inghilterra (bandiera) | D     | Tom Bromillow              |
|    | Inghilterra (bandiera) | D     | Francis Checkland          |
|    | Inghilterra (bandiera) | D     | Ephraim Longworth          |
|    | Inghilterra (bandiera) | D     | Tommy Lucas                |
|    | Scozia (bandiera)      | D     | Donald McKinlay (capitano) |
|    | Scozia (bandiera)      | D     | Jock McNab                 |
|    | Galles (bandiera)      | D     | Ted Parry                  |
|    | Inghilterra (bandiera) | D     | Walter Wadsworth           |
|    | Inghilterra (bandiera) | C     | John Bamber                |
|    | Inghilterra (bandiera) | C     | Bill Cunningham            |

| N. |                        | Ruolo | Calciatore       |
| -- | ---------------------- | ----- | ---------------- |
|    | Inghilterra (bandiera) | C     | Cyril Gilhespy   |
|    | Inghilterra (bandiera) | C     | Bill Lacey       |
|    | Inghilterra (bandiera) | C     | Harold Wadsworth |
|    | Galles (bandiera)      | A     | Harry Beadles    |
|    | Inghilterra (bandiera) | A     | Harry Chambers   |
|    | Inghilterra (bandiera) | A     | Dick Forshaw     |
|    | Inghilterra (bandiera) | A     | Dick Johnson     |
|    | Inghilterra (bandiera) | A     | Fred Hopkin      |
|    | Inghilterra (bandiera) | A     | Harry Lewis      |
|    | Galles (bandiera)      | A     | Bill Matthews    |
|    | Inghilterra (bandiera) | A     | Danny Shone      |